# Kōji Kondō (piłkarz)
Koji Kondo (jap. 今藤 幸治 Kondō Kōji; ur. 28 kwietnia 1972, zm. 17 kwietnia 2003) – japoński piłkarz, reprezentant kraju.

## Kariera klubowa
Od 1991 do 1998 roku występował w klubie Gamba Osaka.

## Kariera reprezentacyjna
W reprezentacji Japonii zadebiutował w 1994. W sumie w reprezentacji wystąpił w 2 spotkaniach.

## Statystyki
| Reprezentacja Japonii | Reprezentacja Japonii | Reprezentacja Japonii |
| Rok                   | Mecze                 | Gole                  |
| --------------------- | --------------------- | --------------------- |
| 1994                  | 2                     | 0                     |
| Razem                 | 2                     | 0                     |